# ウィルミントン・クイックステップス
ウィルミントン・クイックステップス（Wilmington Quicksteps）は、1884年に、デラウェア州ウィルミントンを本拠地とし、ユニオン・アソシエーションに加盟していたプロ野球チーム。

## 球団史
球団は1883年にウィルミントン最初のプロ野球チームとして創設され、当時のインターステート・リーグに参加していた。初年度の戦績は27勝48敗でリーグ6位だった。翌1884年、所属リーグが「イースタンリーグ」として再編成されるとチームはその強さを見せ、8月までに50勝12敗の成績で早々にリーグ制覇を決めてしまった。同年クイックステップスは、ユニオン・アソシエーションに加盟していたワシントン・ナショナルズやボルチモア・モニュメンタルズとのエキシビションゲームに勝つほどの実力を持っていたという。
同年、ユニオン・アソシエーションの会長ヘンリー・ルーカスが、チームのユニオン・アソシエーションへの加盟を勧誘、チームはそれまでに運営が破綻しリーグを離脱していたフィラデルフィア・キーストーンズに替わってリーグに参加することになった。チームは1884年8月18日の初戦を勝利したものの、その後は9連敗を喫する。ユニオン・アソシエーションに加わったことでチームは選手達を契約によって束縛する力を失い、主要な選手達がより高い報酬を求めて他チームに移る事態が起きてしまったためである。またリーグは既にセントルイス・マルーンズが独走状態で、ファンの関心を引く材料は既にリーグになかった。9月21日のカンザスシティ戦の直前、観客が全くいないグラウンドを見た監督のジョー・シモンズは、チームが既にビジターの遠征費が払えなくなっていることを察し、チームを解散する。ウィルミントンが消化できなかった残り日程は、ミルウォーキー・ブルワーズが消化することになった。

## 戦績
※順位は勝率による。
| 年度   | リーグ | 試合 | 勝利 | 敗戦 | 勝率 | 順位 | 監督             | 本拠地                       |
| ------ | ------ | ---- | ---- | ---- | ---- | ---- | ---------------- | ---------------------------- |
| 1884年 | UA     | 18   | 2    | 16   | .111 | 12位 | ジョー・シモンズ | Union Street Park (Delaware) |

## 所属した主な選手
- トム・リンチ：16試合に出場、打率.276。
- ジ・オンリー・ノーラン：2人しかいないチーム勝投手の一人。チーム最多の52奪三振を挙げる。防御率2.92.
- ダン・ケイシー：2人しかいないチームの勝ち投手の一人。1887年にナショナルリーグ最優秀防御率を記録した。

## 主な球団記録
- 通算安打数：16（トム・リンチ）
- 通算登板数：7（ジョン・マーフィー）
- 通算奪三振：52（ジ・オンリー・ノーラン）